# Bálsamo de Gileade

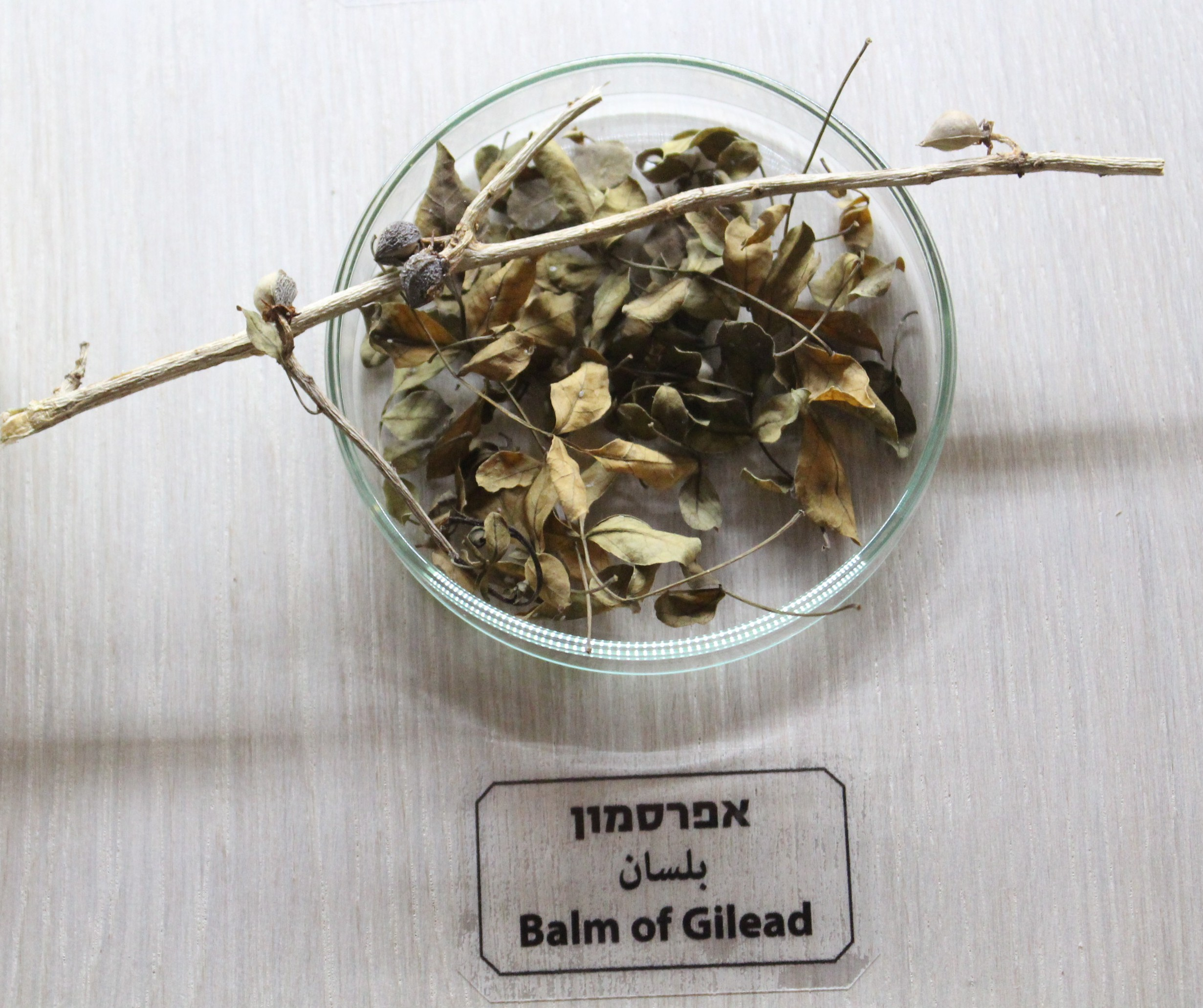
Bálsamo de Gileade, uma exposição em Jerusalém

O Bálsamo de Gileade era um perfume raro usado medicinalmente, mencionado na Bíblia e nomeado devido à região de Gileade, onde foi produzido. A expressão deriva da linguagem de William Tyndale na Bíblia do Rei Jaime de 1611 e passou a significar uma cura universal no discurso figurativo. A árvore ou arbusto que produz o bálsamo é comumente identificada como Commiphora gileadensis. Alguns estudiosos botânicos concluíram que a fonte real era uma árvore terebinto do gênero Pistacia.

## História

### Bíblica
Na Bíblia, o bálsamo é designado por vários nomes: בֹּשֶׂם (bosem), בֶּשֶׂם (besem), צֳרִי (ẓori), נׇטׇף (nataf) e na literatura rabínica, קׇטׇף (kataf), בַּלְסׇם (balsam), אַפּוֹבַּלְסַמוֹן (appobalsamon) e אֲפַרְסְמוֹן (afarsemon).
Depois de terem jogado José em uma cova, seus irmãos notaram uma caravana a caminho de Gileade para o Egito, "com seus camelos carregando especiarias, bálsamo e mirra" (Gênesis 37:25). Quando Jacó despachou sua embaixada no Egito, seu presente para o governante desconhecido incluía "um pouco de bálsamo" (Gênesis 43:11). Durante os últimos anos do Reino de Judá, Jeremias pergunta: "Não há bálsamo em Gileade?" (Jer. 8:22). Mais tarde, a partir de uma expressão em Ezequiel 27:17, é revelado que o bálsamo era uma das mercadorias que os comerciantes hebreus levavam ao mercado de Tiro. De acordo com I Reis 10:10, o bálsamo (hebraico: bosem) estava entre os muitos presentes preciosos da Rainha de Sabá ao Rei Salomão.

### Greco-Romana
Nos últimos dias da história judaica, acreditava-se que o bairro de Jericó era o único local onde o verdadeiro bálsamo crescia, e mesmo ali sua cultura estava confinada a dois jardins, um de vinte acres em extensão, o outro muito menor (Teofrasto).
Segundo Josefo, a Rainha de Sabá trouxe "a raiz do bálsamo" como presente ao Rei Salomão (Ant. 8.6.6).
Ao descrever a Palestina, Tácito diz que em todas as suas produções é igual à Itália, além de possuir a palma e o bálsamo (Hist. 5:6); e a famosa árvore excitou a cupidez de sucessivos invasores. Em Pompeu, foi exibido nas ruas de Roma como um dos despojos da província recém-conquistada, 65 a.C.; e uma das árvores maravilhosas agraciou o triunfo de Vespasiano, 79 d.C. Durante a invasão de Tito, duas batalhas ocorreram nos bosques de bálsamo de Jericó, sendo a última a impedir os judeus em seu desespero frenesi de destruir as árvores. Então eles se tornaram propriedade pública e foram colocados sob a proteção de uma guarda imperial; mas a história não registra quanto tempo as duas plantações sobreviveram.
De acordo com Plínio (Hist. Nat. 12:54), o bálsamo era nativo apenas da Judéia, mas conhecido por Diodoro Sículo (3:46) como um produto da Arábia também. Na Palestina, elogiado por outros escritores também por seu bálsamo (Justino, 36:3; Tácito, Hist. 5:6; Plutarco, Vida de Antão. C. 36; Floro, Epitome bellorum 3.5.29; Dioscórides, De materia medica 1:18) esta planta foi cultivada nos arredores de Jericó (Estrabão, 16:763; Diodoro Sículo 2:48; 19:98), em jardins separados para esse uso (Plínio, Hist  Nat. 12:54; ver Josefo, Ant. 14.4.1; 15.4.2; Guerra 1.6.6); e após a destruição do estado da Judéia, essas plantações formaram uma fonte lucrativa da receita imperial romana (ver Diodoro Sículo 2:48).
Plínio distingue três espécies diferentes desta planta; o primeiro com folhas finas e capilares; o segundo, um arbusto escabroso e tortuoso; e o terceiro com casca lisa e crescimento mais alto que os dois primeiros. Ele nos diz que, em geral, a planta de bálsamo, um arbusto, tem a semelhança mais próxima com a videira, e seu modo de cultivo é quase o mesmo. As folhas, no entanto, se assemelham mais às da rue, e a planta é sempre-viva. Sua altura não excede dois côvados. De pequenas incisões feitas com muito cuidado na casca (Josefo, Ant. 14.4.1; Guerra 1.6.6) o bálsamo escorre em gotas finas, que são coletadas com lã em um chifre e, em seguida, preservadas em novos jarros de barro. A princípio, é esbranquiçado e pelúcido, mas depois se torna mais duro e avermelhado. Essa é considerada a melhor qualidade que escorre antes do aparecimento da fruta. Muito inferior a isso é a resina prensada das sementes, da casca e até dos caules (ver Teofrasto, Hist. Plantar. 9: 6; Estrabão 16: 763; Pausânias 9.28.2). Essa descrição, que não é suficientemente característica da planta, serve para a maior parte do arbusto de bálsamo egípcio encontrado por Belon em um jardim perto do Cairo. A planta, no entanto, não é indígena do Egito, mas as camadas são trazidas para lá da Arábia Félix; Prospero Alpini publicou um prato dele.
Dioscórides (De materia medica) atribui muitas propriedades médicas ao bálsamo, como a expulsão do fluxo menstrual; ser abortivo; mover a urina; auxiliar na respiração e concepção; ser um antídoto para acônito e mordida de cobra; tratamento de pleurisia, pneumonia, tosse, ciática, epilepsia, vertigem, asma e queixas.
Na era de Galeno, nascido no segundo século e viajou para a Palestina e a Síria propositadamente para obter conhecimento dessa substância, ela cresceu em Jericó e em muitas outras partes da Terra Santa.

### Judaica
No Talmude, o bálsamo aparece como uma pomada que foi um produto altamente elogiado da planície de Jericó (Shab. 26a). No entanto, seu principal uso era medicinal e não cosmético. Rav Yehudah compôs uma bênção especial para o bálsamo: "Quem cria o óleo da nossa terra" (Ber. 43a). As mulheres jovens o usavam como perfume para seduzir homens jovens (Lam. R. 4:18; Shab. 26b). Depois que o Rei Josias escondeu o "óleo sagrado" com o qual os reis de Judá foram ungidos, o óleo de bálsamo foi usado em seu lugar (Ker. 5b). Na era messiânica, os justos "se banharão em 13 rios de bálsamo" (TJ, Av. Zar. 3:1, 42c).

### Cristã
O rito cristão da confirmação é conferido através da unção com o crisma, que tradicionalmente é uma mistura de azeite e bálsamo. O bálsamo parece ter sido usado em todos os lugares no cristianismo pelo menos a partir do século VI.

### Árabe
O bálsamo, carregado originalmente, diz a tradição árabe, do Iêmen pela Rainha de Sabá, como um presente para Salomão, e plantado por ele nos jardins de Jericó, foi trazido para o Egito por Cleópatra e plantado em Ain-Shemesh, em um jardim que todos os antigos viajantes, árabes e cristãos, mencionam com profundo interesse.
A cidade egípcia de Ain Shams era conhecida por seu jardim de bálsamo, cultivado sob a supervisão do governo. Durante a Idade Média, diz-se que o bálsamo cresceu somente aqui, embora antigamente também tivesse sido uma planta nativa na Síria. De acordo com uma tradição copta conhecida também pelos muçulmanos, foi na primavera de Ayn Shams que Maria, mãe de Jesus, lavou as roupas deste último em seu caminho de volta para a Palestina após sua fuga para o Egito. A partir de então, a primavera foi benéfica e, durante a Idade Média, os bálsamos só podiam produzir sua preciosa secreção nas terras por ela regadas. A história é uma reminiscência de lendas cristãs sobre a Fonte da Virgem em Jerusalém.
Prospero Alpini relata que quarenta plantas foram trazidas por um governador do Cairo para o jardim, e dez permaneceram quando Belon viajou no Egito, mas apenas uma existia no século XVIII. No século XIX parecia não haver nenhum.

### Moderna
O botânico alemão Schweinfurth reconstruiu o antigo processo de produção de bálsamo.
Atualmente, a árvore Commiphora gileadensis cresce selvagem no vale de Meca, onde é chamada beshem. Muitas cepas desta espécie são encontradas, algumas na Somália e no Iêmen.

## Léxico

### Tsori
Na Bíblia Hebraica, o bálsamo de Gileade é tsori ou tseri (צֳרִי ou צְרִי) É uma mercadoria em Gênesis 37:28 e Ez. 27:17, um presente em Gênesis 43:11 e um medicamento em Jer. 8:22, 46:11, 51:8. A raiz hebraica zrh (צרה) significa "sangue corrido, sangrar" (da veia), com cognatos em árabe (ﺿﺮﻭ, uma árvore aromática ou sua gengiva), sabá (צרו), siríaco (ܙܪܘܐ, possivelmente fructus pini) e grego (στύραξ, no sentido). A palavra semelhante tsori (צֹרִי) denota o adjetivo "tireano", ou seja, da cidade fenícia de Tiro.

### Nataf
Além do tseri, outra palavra hebraica, nataph (נׇטׇפ), mencionado no Ex. 30:34, como ingrediente do santo incenso, é considerado pelos comentaristas hebreus como opobalsamum.

### Bosem
Outra palavra hebraica, bosem (בֹּשֶׂם), Busema aramaico (ܒܣܡܐ), Besham árabe (بشام), aparece de várias formas em toda a Bíblia hebraica. É geralmente traduzido como "tempero, perfume, odor doce, bálsamo, bálsamo-árvore". O grego βάλσαμον pode ser interpretado como uma combinação das palavras hebraicas baal (בַּעַל) "senhor; mestre; o deus fenício Baal" e shemen (שֶׁמֶן) "óleo", portanto "senhor dos óleos" (ou "óleo de Baal").

### Balsamon
Os autores gregos usam as palavras βάλσαμον (Teofrasto, Aristóteles) para a planta de bálsamo e sua resina, enquanto Galeno, Nicandro e Geoponica a consideram uma erva aromática, como hortelã. A palavra é provavelmente semítica. ὁπο-βάλσᾰμον (Teofrasto) é o suco da árvore de bálsamo. βαλσαμίνη (Dioscórides) é a planta de bálsamo. Paládio o nomeia βάλσαμος e também possui βαλσαμουργός, um preparador de bálsamo. Relacionados são ξῠλο-βάλσᾰμον (Dioscórides, Estrabão) "madeira de bálsamo", e καρπο-βάλσᾰμον (Galeno) "o fruto do bálsamo".

### Balsamun
Autores latinos usam balsamum (Tácito, Plínio, Floro, Escribônio Largo, Celso, Columela) pela árvore de bálsamo e seus galhos ou ramos, bem como por sua resina, opobalsamum (Plínio, Celso, Escribônio Largo, Marcial, Estácio, Juvenal) para o suco resinoso da árvore de bálsamo e o xylobalsamum (Plínio, Escribônio Largo, Aulo Cornélio Celso) para madeira de bálsamo, todos derivados do grego.

## Plantas

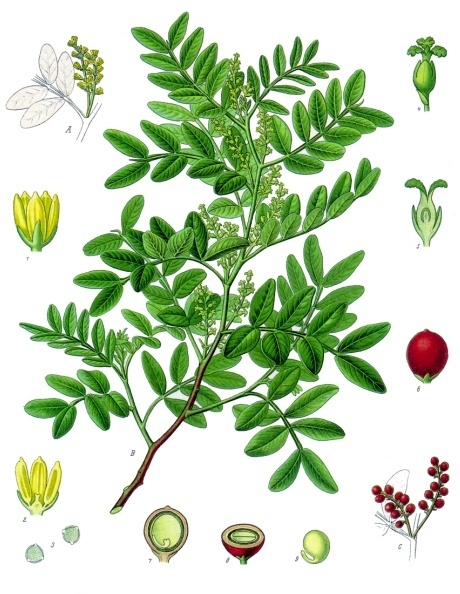
Arbusto de mastix. Um galho com flores masculinas, natural. Tamanho; B da mesma forma com flores femininas, semelhante. ; C ramo de fruto, desgl.; 1 flor masculina, aumente; 2 o mesmo na seção longitudinal, desg. ; 3 pólen, desgl.; 4 flores femininas, desgl.; 5 o mesmo em seção longitudinal, desgl. ; 6 Fruto, o mesmo; 7 e 8 o mesmo na seção transversal longitudinal e transversal. ; 9 Embrião, desg.

Assumindo que o tsori era um produto vegetal, várias plantas foram propostas como sua fonte.

### Mástique
Celsius (em Hierobotanicon) identificou os tsori com a árvore mástique, Pistacia lentiscus L. O nome árabe desta planta é dseri ou dseru, que é idêntico ao hebraico tsori. Rauwolf e Pococke encontraram a planta ocorrendo em Joppa.

### Zukum
Ödmann e Rosenmüller pensavam que o suco prensado do fruto da árvore zukum (Eleagnus angustifolius L.) ou o mirobalanus dos antigos é a substância indicada; mas Rosenmüller, em outro lugar, mencionou o bálsamo de Meca (Amyris opobalsamum L.) como provavelmente o tsori. O óleo de zukum era muito estimado entre os árabes, que até o preferiam ao bálsamo de Meca, por ser mais eficaz em feridas e contusões. Maundrell encontrou zukum-árvores perto do Mar Morto. Hasselquist e Pococke os encontraram especialmente nos arredores de Jericó. No século XIX o único produto na região de Gileade que tinha alguma afinidade com bálsamo ou bálsamo era uma espécie de Eleagnus.

### Terebinto
Bochart sustentou fortemente que o bálsamo mencionado em Jer. 8:22 não poderia ser o de Gileade, e a considerava a resina extraída do terebinto ou aguarrás. O terebinto bíblico é hebraico eloh (אֵלׇה), Pistacia terebinthus L. ou P. palaestina Boiss.

### Pinho
A palavra grega ῥητίνη, usada na Septuaginta para traduzir tsori, denota uma resina do pinheiro, especialmente Pinus maritima (πεύκη). O grego ῥητίνη ξηρά é uma espécie de Abietineae Rich.

### Cancamon
O lexicógrafo Bar Seroshewai considerou o dseru árabe (ﺿﺮﻭ), uma árvore do Iêmen conhecida como kamkam (ﮐﻤﮑﺎﻡ) ou kankam (ﮐﻨﮑﺎﻡ), Qazqamun siríaco (ܩܙܩܡܘܢ), Grego κάγκαμον, Latin cancamum, mencionado por Dioscórides (De materia medica 1.32) e Pliny (Hist. Nat. 12,44; 12,98). Cancamon foi realizado para o Balsamodendron kataf, mas também como Aleurites laccifera (Euphorbiaceae), Ficus spec. (Artocarpeae) e Butea frondosa (Papilionaceae).
Kunkuma sânscrito (कुनकुम) é açafrão (Crocus sativus).

### Bálsamo de Meca
Forskal descobriu a planta ocorrendo entre Meca e Medina. Ele considerou que era a verdadeira planta de bálsamo e nomeou Amyris opobalsamum Forsk. (juntamente com outras duas variedades, A. kataf Forsk. e A. kafal Forsk.). Sua Árabe nome é abusham ou basham, que é idêntico ao hebraico bosem ou beshem. Bruce encontrou a planta ocorrendo na Abissínia. No século XIX foi descoberto também nas Índias Orientais.
Linnaeus distinguiu duas variedades: Amyris gileadensis L. (= Amyris opobalsamum Forsk.) e Amyris opobalsamum L., a variante encontrada por Belon em um jardim perto do Cairo, trazida da Arábia Felix. Naturalistas mais recentes (Lindley, Wight e Walker) incluíram a espécie Amyris gileadensis L. no gênero Protium. Os botânicos enumeram dezesseis plantas balsâmicas desse gênero, cada uma exibindo alguma peculiaridade.
Há poucas razões para duvidar que as plantas dos jardins de bálsamo de Jericó tenham sido estocadas com Amyris gileadensis L. ou Amyris opobalsamum, encontrado por Bruce na Abissínia, cuja resina perfumada é conhecida no comércio como o "bálsamo de Meca". De acordo com De Sacy, o verdadeiro bálsamo de Gileade (ou Jericó) está perdido há muito tempo e existe apenas o "bálsamo de Meca".
As designações mais recentes da planta de bálsamo são Commiphora gileadensis (L.) Christ., Balsamodendron meccansis Gled. e Commiphora opobalsamum.

## Segurança
O óleo de bálsamo era muito volátil e inflamável para ser usado como combustível. No Talmude, é citado um caso de uma mulher planejando e realizando o assassinato de sua nora dizendo-lhe para se enfeitar com óleo de bálsamo e depois acender a lâmpada (Shab. 26a).

De acordo com a (provavelmente do século XIII) Liber Ignium, o bálsamo era um ingrediente dos antigos incendiários semelhantes ao fogo grego.